# 八涧堡站
八涧堡站（建设时工程名为西周家庄站）是济南轨道交通2号线与3号线的地铁换乘站，位于中华人民共和国山东省济南市历下区智远街道八涧堡北路与奥体西路交叉口地下，3号线部分于2019年12月28日投入运营，2号线部分于2021年3月26日投入运营。

## 车站构造
本站沿奥体西路布置，位于胶济铁路南侧，为3号线、2号线换乘站，车站沿奥体西路南北布设，3号线车站位于2号线车站西侧。奥体西路规划宽度为45m，西周南路规划宽
度为50m。站址周边现状主要为济南热力有限公司、鲁能黄泰新型建材公司、历下区公租房、历下区生活废弃物转运中心，周边规划以居住、商业、铁路、公园、绿地为主。
与2号线采用岛-岛“T”型换乘，3号线为地下二层站位于西周南路道路下，2号线为地下三层站，主体位于3号线东侧。3号线部分先期实施，结构预留与2号线的换乘条件。车站地下一层为3号线、2号线共用站厅层，站厅公共区位于中部，公共区南北两侧为3号线设备区，车站利用联络线形成的三角区域布置物业开发区。地下二层为3号线的站台层及2号线的设备层。地下三层为2号线的站台层。车站3号线、2号线有效站台宽度均为13m。

## 设计
本站在站厅层设置L型电子屏幕，以济南的经典风景齐烟九点和鹊华秋色的经典山水画作为灵感的出发点，融入泉水和黄河元素，利用人工智能算法生成实时图像并进行展示，寓意济南未来高科技和传统艺术的高度融合发展的无限可能。

## 运营
地铁3号线在22:00运营结束后，会开行4列由机场南站发往龙洞站的“大站快车”，本站为停车站，只出不进。到达本站时间分别为22:44、22:59、23:16和23:36，其中前两班列车到达本站时，乘客可换乘2号线彭家庄方向列车，但不可换乘王府庄方向列车，后两班不可换乘2号线。

## 出入口
| 編號                  | 指示                                           |
| --------------------- | ---------------------------------------------- |
| 出口 · A              | 八涧堡北路与奥体西路交叉口西北，八涧堡北路路北 |
| 出口 · B              | 八涧堡北路与奥体西路交叉口东北，八涧堡北路路北 |
| 出口 · C              | 八涧堡北路与奥体西路交叉口东南，八涧堡北路路南 |
| 出口 · D              | 奥体西路与八涧堡北路交叉口以南，奥体西路路西   |
| 出口 · E · 升降机标志 | 奥体西路与杨柳路交叉口东北，奥体西路路东       |
| 出口 · F · 升降机标志 | 八涧堡北路与奥体西路交叉口西南，八涧堡北路路南 |
| 註： 設有             |                                                |

### 临近地点
- 历下区生活废弃物转运中心
- 华能黄台发电有限公司
- 鲁能黄泰实业集团新型建材有限公司
- 济南中医脉管炎医院
- 黄台电厂社区卫生服务站
- 济南市历下区明德中学
- 盛和小学

## 图集
- 2号线站台
- 2号线站台
- 3号线站台
- 3号线站台
- 换乘2号线入口
- 换乘3号线入口
- 站厅层
- 济南地铁宣传板
- 济南地铁宣传展示品
- 站厅L型电子屏幕